# Марк Порций Катон (сын Катона Утического)
Марк По́рций Като́н (лат. Marcus Porcius Cato; родился, по одной из версий, между 69 и 66 годом до н. э. — погиб 23 октября 42 до н. э., при Филиппах, Македония, Римская республика) — римский политический деятель, сын Марка Порция Катона Утического. Участвовал в гражданской войне на стороне республиканцев, погиб в битве при Филиппах.

## Происхождение
Марк Порций принадлежал к плебейскому роду, представители которого занимали курульные должности с первых годов II века до н. э., и был праправнуком знаменитого Катона Цензора. Его отец, известный после смерти как Катон Утический, возглавлял наиболее консервативную часть сената. Марк родился от его первого брака с Атилией. В том же браке родились Порция и, возможно, ещё одна дочь; при этом неизвестно, кто из них появился на свет раньше. Около 63 года до н. э. Катон-отец дал жене развод из-за её скандального поведения (подробности остаются неясными), а позже женился на Марции. Последняя родила ему, по крайней мере, троих детей, в том числе двоих сыновей и дочь.

## Биография
Первое упоминание о Марке Порции в сохранившихся источниках относится к началу 49 года до н. э. Тогда началась гражданская война: Гай Юлий Цезарь двинул армию на Рим, против Гнея Помпея «Великого» и сенатской «партии», одним из руководителем которой был Катон-отец. Последний перед лицом этой угрозы уехал из Рима, а сына взял с собой. Отсюда исследователи делают вывод, что Марк-младший к 49 году достиг совершеннолетия, наступавшего для римлян в 17 лет. С другой стороны, к тому моменту Марк не занимал никаких государственных должностей и не служил в армии, а значит, ему не могло быть больше 20 лет. Соответственно, его рождение датируется промежутком между 69 и 66 годами до н. э.
Несколько лет Марк Порций сопровождал отца — в Сицилии, на Балканах, в Азии, Киренаике и Африке. В 46 году до н. э., когда помпеянцы понесли окончательное поражение при Тапсе, Катоны находились в Утике. Известно, что отец пытался уговорить Марка спастись бегством на корабле, но тот отверг эту возможность ради выполнения сыновнего долга. Решив покончить с собой, Катон-старший в своём последнем разговоре с сыном «запретил юноше касаться государственных дел: обстоятельства, сказал он, больше не позволяют заниматься этими делами так, как достойно Катона, заниматься же ими по-иному — позорно». Марк, догадываясь о намерениях отца, пытался помешать ему, но тот, всё же, совершил самоубийство.
Заняв Утику, Цезарь помиловал Марка и разрешил ему вступить во владение отцовским имуществом. Позже Катон вернулся в Рим. Известно, что весной 43 года до н. э. он претендовал на место в жреческой коллегии понтификов вместе с сыновьями Марка Туллия Цицерона, Марка Кальпурния Бибула, Луция Домиция Агенобарба. Цицерон-старший, действуя в интересах всех этих представителей аристократической молодёжи, добился переноса выборов на следующий год. Катон остался врагом Цезаря и примкнул к его убийцам Марку Юнию Бруту (своему двоюродному брату и зятю) и Гаю Кассию Лонгину (мужу двоюродной сестры). Вслед за ними он уехал на Восток; в собранной республиканцами армии он, предположительно, занимал пост префекта. В битве при Филиппах осенью 42 года до н. э. Марк Порций храбро сражался с цезарианцами и погиб в схватке. Плутарх описал его гибель в биографиях Катона-отца и Брута.

Он сражался при Филиппах за свободу против Цезаря и Антония и, когда боевой строй уже дрогнул, не пожелал ни бежать, ни вообще скрываться, но пал, бросая врагам вызов, громко крича им своё имя и ободряя товарищей, оставшихся с ним рядом, так что даже противник не мог не восхищаться его отвагой.
— Плутарх. Катон Младший, 73.

Марк, сражаясь среди самых храбрых и знатных молодых воинов и чувствуя, что неприятель одолевает, тем не менее не побежал, не отступил, но, громко выкликая свое имя и имя своего отца, разил врага до тех пор, пока и сам не рухнул на груду вражеских трупов.
— Плутарх. Брут, 49.
По словам Аппиана, Катон «бросался на врага», даже когда вся армия обратилась в бегство. Он снял шлем «или для того, чтобы быть легче узнанным, или чтобы сделать себя более доступным для стрел, а может быть, и для того и для другого». С гибелью Марка, не успевшего вступить в брак, род Порциев Катонов угас.

## Личность
Плутарх называет Катона «человеком легкомысленным и чересчур падким на женскую прелесть». Подтверждение тому греческий писатель видит в одном эпизоде, связанном с пребыванием Марка в Каппадокии. Катон до неприличия долго гостил у некоего Мифрадата (члена местного царского рода), имевшего очень красивую молодую жену по имени Психея; это дало повод для слухов и насмешек. Но, по словам того-таки Плутарха, «всю эту дурную славу Катон зачеркнул и стёр» своей героической смертью.